# Hasards ou coïncidences
Hasards ou coïncidences és una pel·lícula francesa dirigida per Claude Lelouch, estrenada el 1998.

## Argument
Claude Lelouch va dirigir aquest drama romàntic franco- canadenc on Marc, un futurologista francès (Marc Hollander) declara que la sort i coincidència no són factors com mantenen les matemàtiques que es poden utilitzar per pronosticar el futur. Myriam Lini (Alessandra Martines) és una ballarina clàssica a qui li canvia la vida quan decideix tenir un fill. Deixa l'home que estima i ha d'acceptar veure la seva carrera desaparèixer en un pendent perillós. Myriam, que ha criat sola el seu fill Serge (Arthur Cheysson), està reflexionant sobre el seu futur quan coneix el falsificador d'art Pierre (Pierre Arditi). El dos descobriment una atracció, i Pierre està planejant un viatge en el qual Myriam, Pierre i Sergi travessaran el món. Tanmateix, un accident de navegació esportiva i la pèrdua de la bossa de Myriam a l'aeroport de Montreal obren uns altres factors. Per sort o coincidència, la càmera de Myriam i les cintes cauen a les mans de Marc. Quan Marc mira les cintes, comença a fer plans. Presentada al Festival de Cinema de Montreal de 1998.

## Repartiment
- Alessandra Martines: Myriam Lini.
- Pierre Arditi: Pierre Turi.
- Marc Hollogne: Marc Deschamps.
- Véronique Moreau: Catherine Desvilles.
- PatricLabbé: Michel Bonhomme.
- Laurent Hilaire: Laurent.
- Geoffrey Holder: Gerry.
- Luigi Bonino: El pare de Myriam.
- France Castel: La secretària del cònsol d'Itàlia.
- Arthur Cheysson: Serge.
- Gaston Lepage.
- Charles Gérard: L'home del vaixell.
- Jacques Lavallée
- Vincenzo Martines: Mauro Lini.
- David Lahaye: El lladre.

## Nominacions
- César a la millor música[2]